# Hiper-Ring
Hiper-Ring è un protocollo di ridondanza per reti ethernet switched con topologia ad anello, alternativo al classico Spanning tree.
La topologia ad anello, sebbene sia tra le più affidabili, non è applicabile al bridging ethernet, come tutte le topologie di tipo magliato, a causa della propagazione indiscriminata di pacchetti broadcast. Per sopperire a tale mancanza è stato definito inizialmente in IEEE 802.1D l'algoritmo di spanning tree.
Come per spanning-tree, Hiper-Ring si occupa di monitorare continuamente lo stato dei link dorsali di un anello di switch e di disabilitare temporaneamente uno di questi link in maniera da aprire l'anello finché il resto dell'anello funziona correttamente.
Il protocollo continua a monitorare lo stato dell'anello e se ne rileva una qualsiasi interruzione, riattiva il link disabilitato in modo da ripristinare la corretta comunicazione.
Hiper-Ring supera alcuni limiti di spanning-tree rendendolo più adatto a reti di automazione. Per esempio sale a 80 il numero degli switch che si possono collegare in anello e si riduce a 50ms il tempo di intervento di ripristino in caso di guasto, paragonabile a quello di SDH. Per ottenere tali prestazioni l'applicazione è ristretta alla sola configurazione ad anello e non a qualsiasi topologia magliata come per spanning-tree.
A differenza di spanning-tree, hiper-ring è un protocollo proprietario di Hirschmann ma comunque aperto e sta diventando standard de-facto nelle reti di automazione industriale.